# Damen med enhörningen (roman)
Damen med enhörningen är en roman av Tracy Chevalier som gavs ut 2003. Det är fiktiv berättelse om hur de berömda vävnaderna La Dame à la licorne på Cluny-museet i Paris kom till.

## Handling
Nicolas des Innocents är en konstnär under 1400-talet i Paris. Han målar främst porträtt på damer, men en dag får han en svår uppgift: Han ska måla sex tapeter åt Jean le Viste, en adelsman som även har en dotter vid namn Claude. Nicolas träffar Claude och de blir snabbt förälskade. 
Jean le Viste vill att hans tapeter ska föreställa krigsscener, men hans fru tycker att de sex tapeterna ska föreställa en kvinna som ska förföra en enhörning. Till sist lyckas hon övertala Nicolas att övertyga sin make om det opassande i bataljer på väggarna. 
När tapeterna är målade ska skisserna skickas till ett väveri som ska väva dem, och de har en enorm tidspress på sig. Dessutom har de aldrig stött på något svårare arbete än just dessa sex tapeter. 
Claude är adelsdam och kär i konstnären Nicolas. Det är förbjudet enligt hennes familj och de ser till att de två inte träffas. Claude skickas till ett kloster tills hennes arrangerade giftermål med en annan adelsman är klart och Nicolas jobbar vidare på tapeterna. 
I väveriet träffar han ägarens dotter och hon blir gravid. Det är Nicolas andra barn, det första var efter en natt med en piga. 
När tapeterna är klara sätts de upp på väggarna hemma hos Jean le Viste och Nicolas des Innocents har kommit dit för att träffa Claude. De möts under ett bord, då Claudes piga Beatrice upptäcker dem. Claudes mor tvingar Nicolas att gifta sig med Beatrice. Nicolas fick ytterligare tre barn, dock inget med Beatrice.